# ダヤン・ブンティン島
ダヤン・ブンティン島 (マレー語: Pulau Dayang Bunting) は、マレーシア北西部に位置し、ランカウイ島との最接近部では約1.2kmの距離にある、ケダ州でランカウイ島に続いて2番目に大きい島である